# Aymon de Montfalcon

Wappen von Aymon de Montfalcon

Aymon de Montfalcon († 10. August 1517 in Lausanne) war von 1491 bis zu seinem Tode Bischof von Lausanne.

## Leben
Aymon entstammt dem savoyischen Adelsgeschlecht der Herren von Montfalcon. Er war der Sohn von Guillaume Herr von Flaxieu und der Marguerite de Chevron-Villette. Nachdem er vermutlich in Turin studiert hatte, trat Aymon 1462 in das Benediktinerkloster Saint-Rambert-en-Bugey ein. Er wurde 1471 Rat des Herzogs von Savoyen und Prior von Anglefort, 1476 auch Prior von Ripaille und 1486 Kommendatarabt von Hautcrêt. Papst Innozenz VIII. ernannte ihn auf Wunsch des Herzogs von Savoyen am 16. Mai 1491 zum Bischof von Lausanne. 1492 wurde er Kommendatarprior von Port-Valais und 1495 von Lutry, von 1491 bis 1517 war er für den minderjährigen Philipp von Savoyen Administrator des Bistums Genf. Er war mehrfach als savoyischer Gesandter bei den Eidgenossen und war um ein gutes Verhältnis zu Bern und Fribourg bemüht, die teilweise zu seiner Diözese gehörten. Der Stadt Lausanne gewährte er eine eingeschränkte Autonomie. Er gründete das Karmeliterkloster Sainte-Catherine du Jorat in Lausanne und das Franziskanerkloster in Morges. Aymon förderte die Kunst und schrieb selbst Gedichte. Nach seinem Tod 1517 folgte ihm sein Neffe Sébastien als Bischof von Lausanne.